# Дискографія Nazareth

## Студійні альбоми
| 1971                                           | Nazareth Деталі - Реліз: 14 квітня - Лейбл: EMI                     | —  | —  | —  | —  | —  | — | — | —  | —  | —  | —   |                                                                                   |
| 1972                                           | Exercises Деталі - Реліз: 14 квітня - Лейбл: EMI                    | —  | —  | —  | —  | —  | — | — | —  | —  | —  | —   |                                                                                   |
| 1970                                           | Razamanaz Деталі - Реліз: 14 квітня - Лейбл: EMI                    | —  | 77 | —  | 48 | 4  | — | — | —  | —  | 11 | 157 | Список - CA: Платиновий                                                           |
| 1971                                           | Loud'n'Proud Деталі - Реліз: 14 квітня - Лейбл: EMI                 | 1  | 17 | —  | 8  | 3  | — | — | 9  | —  | 10 | 150 | Список - CA: Платиновий                                                           |
| 1972                                           | Rampant Деталі - Реліз: 14 квітня - Лейбл: EMI                      | 1  | 88 | —  | 11 | 3  | — | — | 3  | —  | 13 | 157 | Список - CA: Золотий                                                              |
| 1975                                           | Hair Of The Dog Деталі - Реліз: 14 квітня - Лейбл: EMI              | 7  | —  | —  | 27 | 14 | — | — | 5  | —  | —  | 17  | Список - AUS: Золотий - FR: Золотий - UK: Золотий - US: Золотий                   |
| 1975                                           | Close Enough For Rock'n'Roll Деталі - Реліз: 14 квітня - Лейбл: EMI | —  | —  | —  | 42 | —  | — | — | —  | 9  | —  | 24  | Список - FR: Золотий - UK: Золотий                                                |
| 1974                                           | Play'n' The Game Деталі - Реліз: 14 квітня - Лейбл: EMI             | —  | —  | —  | —  | —  | — | — | —  | 14 | —  | 75  | Список - DE: Золотий - ES: Платиновий - FR: 2×Золотий - UK: Золотий - US: Золотий |
| 1975                                           | Expect No Mercy Деталі - Реліз: 14 квітня - Лейбл: EMI              | —  | —  | —  | —  | —  | — | — | —  | —  | —  | 82  | Список - AUS: Платиновий - CA: Золотий - UK: Золотий - US: Золотий                |
| 1976                                           | No Mean City Деталі - Реліз: 14 квітня - Лейбл: EMI                 | —  | —  | —  | —  | —  | — | — | 20 | 33 | 34 | 88  | Список - CA: Золотий - US: Золотий                                                |
| 1977                                           | Malice in Wonderland Деталі - Реліз: 14 квітня - Лейбл: RCA         | —  | —  | —  | 43 | —  | — | — | 9  | —  | —  | 41  | Список - CA: Золотий                                                              |
| 1977                                           | The Fool Circle Деталі - Реліз: 14 квітня - Лейбл: RCA              | —  | —  | —  | —  | —  | — | — | 29 | 33 | 60 | 70  | Список - CA: Золотий - UK: Срібний                                                |
| 1979                                           | 2xS Деталі - Реліз: 14 квітня - Лейбл: RCA                          | —  | —  | —  | 42 | —  | — | — | 9  | —  | —  | 122 | Список - UK: Золотий                                                              |
| 1983                                           | Sound Elixir Деталі - Реліз: 14 квітня - Лейбл: RCA                 | —  | —  | —  | 52 | —  | — | — | 8  | —  | —  | —   | Список - UK: Золотий - CA: Платиновий                                             |
| 1984                                           | The Catch Деталі - Реліз: 14 квітня - Лейбл: EMI                    | —  | —  | —  | 60 | —  | — | — | 12 | —  | —  | —   | Список - UK: Золотий - CA: 5×Платиновий - US: Платиновий                          |
| 1986                                           | Cinema Деталі - Реліз: 14 квітня - Лейбл: EMI                       | —  | —  | —  | —  | —  | — | — | 18 | —  | —  | —   | Список - UK: Золотий - CA: 2×Платиновий - US: Платиновий                          |
| 1989                                           | Snake'n'Ladders Деталі - Реліз: 14 квітня - Лейбл: EMI              | —  | —  | 26 | —  | —  | — | — | 10 | —  | —  | —   | Список - UK: Золотий - CA: Платиновий - US: Золотий                               |
| 1991                                           | No Jive Деталі - Реліз: 14 квітня - Лейбл: EMI                      | 31 | —  | 36 | —  | —  | — | — | —  | —  | —  | —   | Список - UK: Золотий - CA: Золотий                                                |
| 1994                                           | Move Me Деталі - Реліз: 14 квітня - Лейбл: EMI                      | —  | —  | 36 | —  | —  | — | — | —  | —  | —  | —   | Список - UK: Золотий                                                              |
| 1998                                           | Boogaloo Деталі - Реліз: 14 квітня - Лейбл: EMI                     | —  | —  | —  | —  | —  | — | — | —  | —  | —  | —   | Список - UK: Золотий                                                              |
| 2008                                           | The Newz Деталі - Реліз: 14 квітня - Лейбл: EMI                     | 75 | —  | 68 | —  | —  | — | — | —  | 51 | —  | —   | Список - UK: Золотий - PL: Золотий                                                |
| 2011                                           | Big Dogz Деталі - Реліз: 14 квітня - Лейбл: EMI                     | 55 | —  | 70 | 73 | —  | — | — | —  | —  | —  | —   | Список - UK: Золотий - PL: Золотий                                                |
| 2014                                           | Rock 'n' Roll Telephone Деталі - Реліз: 14 квітня - Лейбл: EMI      | 35 | —  | 31 | 39 | —  | — | — | 37 | 58 | —  | —   | Список - UK: Золотий                                                              |
| «—» ставиться, якщо альбом не потрапив в чарт. |                                                                     |    |    |    |    |    |   |   |    |    |    |     |                                                                                   |

## Концертні альбоми
| 1981                                           | 'Snaz Деталі - Реліз: 14 квітня - Лейбл: EMI                       | —  | —  | —  | —  | —  | —  | —  | —  | —  | —   |
| 1991                                           | BBC Radio 1 Live in Concert Деталі - Реліз: 14 квітня - Лейбл: EMI | —  | —  | —  | —  | —  | —  | —  | —  | —  | —   |
| 1993                                           | Live at the Beeb Деталі - Реліз: 14 квітня - Лейбл: EMI            | 16 | 16 | —  | 37 | 37 | 71 | 36 | 34 | 29 | 42  |
| 1993                                           | Back to the Trenches Деталі - Реліз: 14 квітня - Лейбл: EMI        | 56 | —  | —  | —  | —  | —  | —  | —  | 56 | 118 |
| 2002                                           | Homecoming Деталі - Реліз: 14 квітня - Лейбл: EMI                  | —  | —  | 73 | 94 | 79 | 98 | —  | —  | —  | —   |
| «—» ставиться, якщо альбом не потрапив в чарт. |                                                                    |    |    |    |    |    |    |    |    |    |     |

## Збірки
| Рік                                            | Альбом                                                                                                  | Найвищі позиції в чартах | Найвищі позиції в чартах | Найвищі позиції в чартах | Найвищі позиції в чартах | Найвищі позиції в чартах | Найвищі позиції в чартах | Найвищі позиції в чартах | Найвищі позиції в чартах | Найвищі позиції в чартах | Найвищі позиції в чартах | Найвищі позиції в чартах | Найвищі позиції в чартах | Найвищі позиції в чартах | Найвищі позиції в чартах | Сертифікації                                                                           |
| Рік                                            | Альбом                                                                                                  | AU                       | AT                       | BE                       | CA                       | CH                       | DE                       | ES                       | FR                       | NL                       | NZ                       | NO                       | SE                       | UK                       | US                       | Сертифікації                                                                           |
| ---------------------------------------------- | --- | ------------------------ | ------------------------ | ------------------------ | ------------------------ | ------------------------ | ------------------------ | ------------------------ | ------------------------ | ------------------------ | ------------------------ | ------------------------ | ------------------------ | ------------------------ | ------------------------ | -------------------------------------------------------------------------------------- |
| 1980                                           | Boys Don't Cry - Дата випуску: 5 лютого - Лейбл: Fiction                                                | 60                       | —                        | —                        | —                        | —                        | —                        | —                        | —                        | —                        | 25                       | —                        | —                        | 71                       | —                        | Список - UK: Платиновий                                                                |
| 1981                                           | Happily Ever After - Дата випуску: 8 вересня - Лейбл: A&M                                               | —                        | —                        | —                        | —                        | —                        | —                        | —                        | —                        | —                        | —                        | —                        | —                        | —                        | —                        |                                                                                        |
| 1983                                           | Japanese Whispers - Дата випуску: 6 грудня - Лейбл: Fiction                                             | 13                       | —                        | —                        | —                        | —                        | 46                       | —                        | 18                       | —                        | 8                        | —                        | —                        | 26                       | 181                      | Список - UK: Срібний                                                                   |
| 1986                                           | Standing on a Beach (також відомий як Staring at the Sea) - Дата випуску: 6 травня - Лейбл: Fiction     | 23                       | —                        | —                        | 48                       | —                        | 11                       | —                        | 5                        | 6                        | 3                        | —                        | 27                       | 4                        | 48                       | Список - AU: 3×Платиновий - CH: Золотий - DE: Золотий - UK: Золотий - US: 2×Платиновий |
| 1990                                           | Mixed Up - Дата випуску: 20 листопада - Лейбл: Fiction                                                  | 12                       | 24                       | —                        | 29                       | 26                       | 19                       | 13                       | —                        | 51                       | 16                       | —                        | 31                       | 8                        | 14                       | Список - ES: Золотий - UK: Золотий - US: Платиновий                                    |
| 1991                                           | Assemblage CD Collection - Дата випуску: 1991 - Лейбл: Fiction                                          | —                        | —                        | —                        | —                        | —                        | —                        | —                        | —                        | —                        | —                        | —                        | —                        | —                        | —                        |                                                                                        |
| 1997                                           | Galore - Дата випуску: 28 жовтня - Лейбл: Fiction                                                       | 45                       | —                        | —                        | 53                       | —                        | 51                       | —                        | —                        | 81                       | —                        | —                        | 54                       | 37                       | 32                       | Список - AUS: Золотий - UK: Срібний - US: Золотий                                      |
| 2001                                           | Greatest Hits - Дата випуску: 13 листопада - Лейбл: Fiction                                             | 27                       | 34                       | 5                        | —                        | 24                       | 22                       | 9                        | 11                       | —                        | 31                       | 24                       | 48                       | 33                       | 58                       | Список - AUS: Золотий - NZ: Золотий - UK: 2×Платиновий                                 |
| 2004                                           | Join the Dots: B-Sides & Rarities 1978>2001 The Fiction Years - Дата випуску: 27 січня - Лейбл: Fiction | —                        | —                        | 46                       | —                        | —                        | —                        | 29                       | —                        | —                        | —                        | —                        | —                        | 98                       | 106                      |                                                                                        |
| 2006                                           | 4play - Дата випуску: 10 січня - Лейбл: Fiction                                                         | —                        | —                        | —                        | —                        | —                        | —                        | —                        | —                        | —                        | —                        | —                        | —                        | —                        | —                        |                                                                                        |
| «—» ставиться, якщо альбом не потрапив в чарт. | |                          |                          |                          |                          |                          |                          |                          |                          |                          |                          |                          |                          |                          |                          |                                                                                        |

### Виноски
1. ↑  Austrian Charts (нім.) . Hung Medien. Архів оригіналу за 31 березня 2015. Процитовано 8 березня 2015.
2. ↑  Позиції альбомів Nazareth в чартах Канади:
  - Loud'n'Proud: Top Albums/CDs. RPM (англ.) . Т. 22, № 26. 22 лютого 1975. Архів оригіналу за 17 лютого 2015. Процитовано 1 липня 2014.
  - Rampant: Top Albums/CDs. RPM (англ.) . Т. 46, № 15. 18 липня 1987. Архів оригіналу за 17 лютого 2015. Процитовано 1 липня 2014.
  - Disintegration: Top Albums/CDs. RPM (англ.) . Т. 50, № 8. 19 червня 1989. Архів оригіналу за 15 липня 2015. Процитовано 1 липня 2014.
  - Wish: Top Albums/CDs. RPM (англ.) . Т. 55, № 23. 6 червня 1992. Архів оригіналу за 15 березня 2016. Процитовано 1 липня 2014.
  - Wild Mood Swings: Top Albums/CDs. RPM (англ.) . Т. 63, № 15. 27 травня 1996. Архів оригіналу за 15 липня 2015. Процитовано 1 липня 2014.
  - Bloodflowers: Top Albums/CDs. RPM (англ.) . Т. 70, № 18. 6 березня 2000. Архів оригіналу за 15 липня 2015. Процитовано 1 липня 2014.
3. 1 2 3  Swiss Albums Chart (англ.) . Hung Medien. Архів оригіналу за 19 липня 2014. Процитовано 2 липня 2014.
4. 1 2 3  German Albums Chart (нім.) . Media Control Charts. Архів оригіналу за 14 липня 2014. Процитовано 1 липня 2014.
5. ↑  Japanese Albums Chart (япон.) . Oricon. Архів оригіналу за 14 липня 2014. Процитовано 1 липня 2014.
6. 1 2 3  Dutch Albums Chart (англ.) . Hung Medien. Архів оригіналу за 14 липня 2014. Процитовано 1 липня 2014.
7. 1 2  Norwegian Albums Chart (англ.) . Hung Medien. Архів оригіналу за 14 липня 2014. Процитовано 1 липня 2014.
8. 1 2 3  Swedish Album Charts (англ.) . Hung Medien. Архів оригіналу за 12 липня 2015. Процитовано 3 липня 2014.
9. 1 2 3
10. 1 2 3  The Cure: Billboard 200 (англ.) . Billboard. Архів оригіналу за 21 червня 2015. Процитовано 30 червня 2014.
11. 1 2 3  Les Certifications (франц.) . Info Disc. Архів оригіналу за 1 червня 2009. Процитовано 8 лютого 2014.
12. 1 2 3 4 5 6 7 8 9 10 11 12 13 14 15 16 17 18 19 20 21 22
13. 1 2  Gold-/Platin-Datenbank (нім.) . BVMI. Архів оригіналу за 24 листопада 2015. Процитовано 3 липня 2014.
14. 1 2  Sólo Éxitos 1959-2002 Año A Año: Certificados 1979-1990 (англ.) . Iberautor Promociones Culturales. 2005. ISBN 84-8048-639-2. Архів оригіналу за 28 вересня 2013. Процитовано 8 березня 2015.
15. 1 2 3 4 5 6
16. 1 2  ARIA Charts - Accreditations - 2000 Albums (англ.) . ARIA. Архів оригіналу за 17 вересня 2010. Процитовано 3 липня 2014.
17. 1 2 3 4  Danish Albums Chart (англ.) . Hung Medien. Архів оригіналу за 15 липня 2014. Процитовано 1 липня 2014.
18. ↑  Finnish Albums Chart (англ.) . Hung Medien. Архів оригіналу за 14 липня 2014. Процитовано 1 липня 2014.
19. 1 2 3 4 5  Spanish Albums Chart (англ.) . Hung Medien. Архів оригіналу за 14 липня 2014. Процитовано 30 червня 2014.
20. 1 2 3 4  Irish Charts (англ.) . Hung Medien. Архів оригіналу за 15 липня 2014. Процитовано 30 червня 2014.
21. 1 2  Poland's Platinum-certifications 1995-2010 (пол.) . ZPAV. Архів оригіналу за 13 липня 2013. Процитовано 1 липня 2014.
22. 1 2
23. 1 2
24. 1 2  Austrian Albums Chart (нім.) . Hung Medien. Процитовано 30 червня 2014.
25. 1 2
26. 1 2
27. 1 2
28. ↑  Позиції збірок The Cure в чартах Канади:
  - Standing on a Beach: Top Albums/CDs. RPM (англ.) . Т. 44, № 24. 6 вересня 1986. Архів оригіналу за 11 липня 2015. Процитовано 3 липня 2014.
  - Mixed Up: Top Albums/CDs. RPM (англ.) . Т. 53, № 4. 8 грудня 1990. Архів оригіналу за 11 липня 2015. Процитовано 3 липня 2014.
  - Galore: Top Albums/CDs. RPM (англ.) . Т. 66, № 11. 17 листопада 1997. Архів оригіналу за 12 липня 2015. Процитовано 3 липня 2014.
29. ↑  ARIA Charts - Accreditations - 2001 Albums (англ.) . ARIA. Архів оригіналу за 17 січня 2010. Процитовано 3 липня 2014.
30. ↑  ARIA Charts - Accreditations - 2007 Albums (англ.) . ARIA. Архів оригіналу за 13 травня 2011. Процитовано 3 липня 2014.
31. ↑  Latest Gold / Platinum Albums (англ.) . Radioscope. Архів оригіналу за 24 липня 2011. Процитовано 31 липня 2014.
32. ↑  Chart Log UK: Chris C. – CZR (англ.) . The Zobbel Website. Архів оригіналу за 7 травня 2012. Процитовано 3 липня 2014.